# 格雷格·法斯堤
格雷戈里·陶德·法斯堤（英語：Gregory Todd Farshtey，1965年7月14日—），美國男作家、漫畫書編劇和編輯，同時也是樂高公司的編輯總監，知名於樂高生化戰士系列小說（2003年至2010年）和漫畫（2001年至2010年），以及樂高旋風忍者圖畫小說系列。

## 生平
格雷戈里·陶德·法斯堤1965年7月14日生於紐約州芒特基斯科，並在鄰近的門羅及康乃狄克州斯坦福長大。高中起開始全心投入寫作，當時撰寫、編輯了每週諷刺時事通訊《瘋子新聞》（Lunetic News）和《世界報告》（World Report），後從紐約州立大學傑內西奧分校传播学畢業並獲文学学士學位。
在取得西端遊戲編輯的職位前，法斯堤曾擔任記者和體育編輯。在接下來的七年中，他創作或合著了超過35本角色扮演遊戲書籍，還協助打造了角色扮演遊戲《破碎地带》和《血影》的背景世界設定。他還創作了一些短篇小說，如選集《龍在英格蘭》（Dragons Over England，1992年）、《尼羅河帝國的奇聞軼事》（Strange Tales from the Nile Empire，1992年）、《破碎等之類的故事》（Shattered and Other Stories，1994年），以及小說《上帝之河》（The River of God，1992年）、《地獄盛宴》（Hell's Feast，1994年）與《惡魔夢》（Demon's Dream，1996年）。
2000年底加入樂高集團，為《樂高熱衷雜誌》（Lego Mania Magazine）和樂高生化戰士漫畫系列撰稿。法斯堤在樂高的成就在玩家間小有名氣；除生化戰士外，樂高原創產品線的特殊部隊（Exo-Force）、英雄工廠、旋風忍者、神獸傳奇的小說及漫畫皆有涉獵。這些作品以英文、俄文、中文、法文、波蘭文和德文等多種語言出版。法斯堤還為2009年動畫電影《生化戰士：再生傳奇》擔任故事創作。繼樂高集團於2010年停產初代生化戰士（俗稱G1）系列產品後，法斯堤原先打算透過撰寫線上故事來延續劇情；然而，在旋風忍者推出後，此項目遲遲無法實現。
2022年3月1日，法斯堤在LinkedIn帳戶上宣布，在樂高公司工作了22年後，於當年7月離開樂高。

## 私生活
法斯堤已與妻子潔姬娜（Jackina）離婚，而與女兒和貓住在康乃狄克州。

## 外部連結
- Greg Farshtey Article on the BIONICLEsector01 Wiki （页面存档备份，存于）
- 網路推理小說資料庫上的格雷格·法斯堤
- 格雷格·法斯堤在互联网电影资料库（IMDb）上的資料（英文）